# Puchar Czarnogóry w koszykówce mężczyzn
Puchar Czarnogóry w koszykówce mężczyzn – rozgrywane cyklicznie od 2006 roku krajowe rozgrywki sportowe, prowadzone systemem pucharowym, organizowane przez Czarnogórską Federację Koszykówki dla czarnogórskich męskich klubów koszykarskich. Drugie – po mistrzostwach Czarnogóry – rozgrywki w hierarchii ważności, w czarnogórskiej koszykówce.

## Finały
| Rok     | Mistrz         | Wicemistrz     | Wynik |
| ------- | -------------- | -------------- | ----- |
| 2006–07 | Budućnost      | Lovćen         | 87–62 |
| 2007–08 | Budućnost      | Danilovgrad    |       |
| 2008–09 | Budućnost      | Mogren         | 89–70 |
| 2009–10 | Budućnost      | Mornar Bar     | 97–79 |
| 2010–11 | Budućnost      | Lovćen         | 68–43 |
| 2011–12 | Budućnost Voli | Sutjeska       | 71–64 |
| 2012–13 | Sutjeska       | Budućnost Voli | 64–55 |
| 2013–14 | Budućnost Voli | Sutjeska       | 83–57 |
| 2014–15 | Budućnost Voli | Zeta 2011      | 98–61 |
| 2015–16 | Budućnost Voli | Mornar Bar     | 90–80 |

## Zwycięzcy według klubu
Przed uzyskaniem niepodległości przez Czarnogórę zespoły z tego kraju występowały w Pucharze Jugosławii.
| Zespół      | Mistrz | Wicemistrz | Zwycięskie lata                                      | Przegrane finały |
| ----------- | ------ | ---------- | ---------------------------------------------------- | ---------------- |
| Budućnost   | 9      | 1          | 2007, 2008, 2009, 2010, 2011, 2012, 2014, 2015, 2016 | 2013             |
| Sutjeska    | 1      | 2          | 2013                                                 | 2012, 2014       |
| Lovćen      | 0      | 2          |                                                      | 2007, 2011       |
| Mornar Bar  | 0      | 2          |                                                      | 2010, 2016       |
| Danilovgrad | 0      | 1          |                                                      | 2008             |
| Mogren      | 0      | 1          |                                                      | 2009             |
| Zeta 2011   | 0      | 1          |                                                      | 2015             |